# 火鶴與凱薩宮站
火鶴與凱薩宮站（英語：Flamingo & Caesars Palace station）是美國內華達州拉斯維加斯單軌電車的一個車站，位於火鶴酒店和凱薩宮酒店附近，為島式月台設計。車站位於拉斯維加斯大道火鶴酒店側，對街為凱薩宮酒店。

## 鄰近酒店
- 火鶴酒店
- 凱薩宮酒店
- 比爾賭場
- 希爾頓假期酒店（Hilton Grand Vacations）

## 鄰近景點
- Westin Casuarina
- Battista's Hole in the Wall Restaurant

## 資料來源
1. ↑  Curran, Stephen. . Las Vegas Sun. 2004-07-15  [2010-12-17]. （原始内容存档于2011-06-14）.

## 外部連結
- 拉斯維加斯單軌電車車官方網站